# SS Île de France
O SS Île de France foi um navio de passageiros francês operado pela Compagnie Générale Transatlantique (Transat) e construído pela Chantiers de Penhoët em Saint-Nazaire. Foi o primeiro grande transatlântico construído após a Primeira Guerra Mundial, sendo a primeira embarcação da história a ser decorada inteiramente no estilo art déco. Apesar de não ter sido o maior ou o mais rápido navio de sua época, o Île de France mesmo assim foi considerado o mais bem decorado até a estreia do SS Normandie em 1935.

## Construção e Lançamento
A construção do lle de France foi um acordo entre a Transat e o governo francês. Este acordo era para a construção de quatro navios de passageiros, com o primeiro navio chamado SS Paris e o outro de Île de France. A Primeira Guerra Mundial atrasou a construção até a década de 1920, com o Paris sendo lançado em 1916 e não entrar em operação até 1921, e o Île de France em 1927. O Île de France foi lançado no dia 14 de março de 1926 no estaleiro Chantiers de Penhoët e foi recebido por milhares de funcionários do governo e de empresas, trabalhadores, imprensa e cidadãos franceses. O navio teve 14 meses de remodelação antes de deixar os estaleiros no dia 29 de maio de 1927 em seus testes no mar.

## Interior

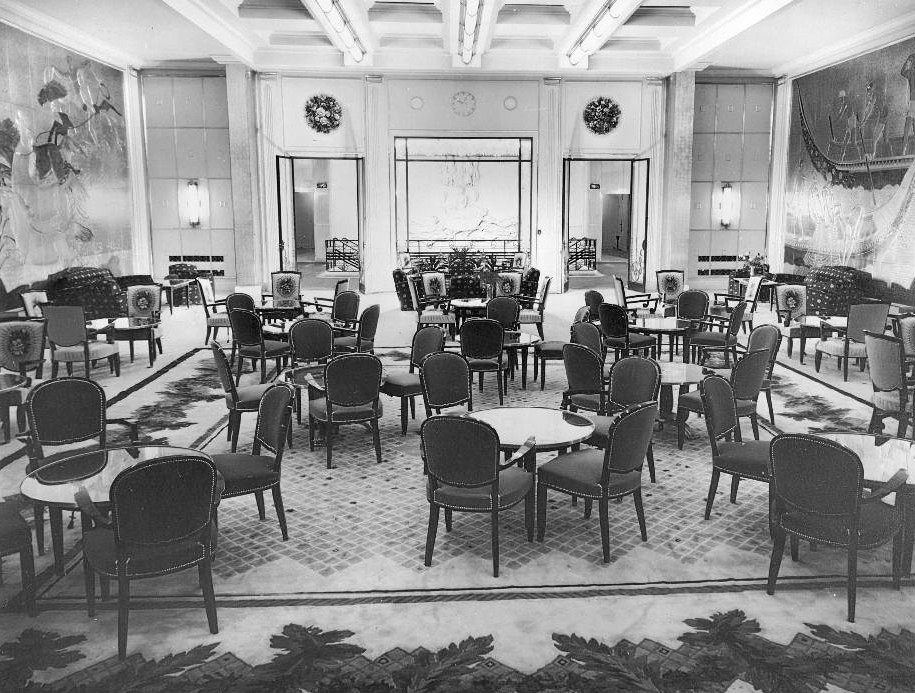
Como o grande salão apareceu na década de 1950, na sequência após a remodelação na Segunda Guerra Mundial.

Em 1926, a CGT lançou um livro coberto de ouro dedicado ao novo navio da companhia. Nunca antes um navio tinha o seu próprio estilo de design nos interiores como a de Île de France. O RMS Mauretania e RMS Olympic tinham mostrado um interior usados no passado e pode ser encontrado em mansões ou castelos, por outro lado, os interiores do lle de France representava algo novo. Pela primeira vez, os espaços dos passageiros de um navio foi projetado para não reproduzir estilos decorativos do passado, mas sim o estilo do presente.

O grau da modernidade era diferente de qualquer navio. A decoração da sala de jantar da primeira classe era simples. A sala de jantar também foi o maior de todo o navio, possuía três andares e tinha uma grande escadaria para uma entrada.
Além da grande sala de jantar de luxo, houve também uma capela com um estilo neo-gótico, um grande salão que subiu quatro pavimentos, um ginásio elaborado e até um carrosel para os passageiros mais jovens. Cada cabine tinham camas ao invés de beliches, e até mesmo muitas das cadeiras do Île de France a bordo teve um novo design.

## Viagem inaugural e início de carreira
Após seus testes no mar, o Île de France viajou para o seu porto de origem de Le Havre. No dia 22 de junho de 1927, o Île de France viajou de Le Havre em sua viagem inaugural para Nova Iorque, que recebeu grande atenção da mídia americana e milhares de pessoas foram ver o novo navio.
Sua capacidade oficial era de 1.786 passageiros, mas sua capacidade normal era mais perto de 1.400. Com uma capacidade de 537 pessoas na primeira classe, o Île de France tornou-se moda. O capitão Joseph Blanchard e seu comissário-chefe Henri Villar tornaram-se celebridades.
Por conta disso, a Transat encerrou o ano de 1928 com um recorde de lucros. Pela primeira vez, as receitas da empresa ultrapassou um bilhão, que já transportou mais de 90.000 passageiros. Sua popularidade foi tanta em 1935, que o navio havia levado mais passageiros da primeira classe do que qualquer outro navio.
O navio era popular, especialmente entre os americanos ricos. Rapidamente se tornou o navio escolhido das pessoas. Mas sua velocidade não era tão veloz quanto o RMS Aquitania e nem o maior. Em 1935, o Île de France e Paris foram juntados por um novo companheiro, o novo transatlântico SS Normandie. Com estes três navios, a Transat poderia se orgulhar de ter os maiores navios, os mais rápidos e mais luxuosos a viajar pelo Atlântico Norte.
Mas isso não durou muito, a primeira ocorreu no dia 18 de abril de 1939 quando o Paris foi destruído pelo fogo, enquanto esteve ancorado em Le Havre. A segunda foi no dia 1° de setembro de 1939 quando a Alemanha nazista invadiu a Polônia, que iniciou a Segunda Guerra Mundial e terminou o tráfego de transatlântico civil.

## Segunda Guerra Mundial

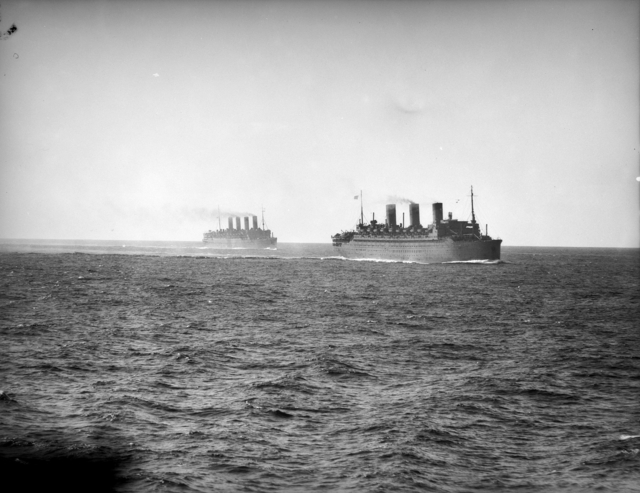
O Île de France e o Aquitania como navios de tropas.

O Île de France foi o último navio a deixar a França antes o início de Guerra, partindo de Le Havre na manhã do dia 3 de setembro, poucas horas antes da França e o Reino Unido declarar guerra à Alemanha. O Île de France estava com 1.777 passageiros, 400 a mais do que o seu número habitual. A maioria dos passageiros eram norte-americanos, muitos dos quais eram turistas com desejo de deixar a França antes da Guerra se iniciar. Durante a viagem, os passageiros não foram apenas incomodados pelas condições de superlotação, mas suas atividades foram limitadas pelo fato de que o navio navegou com suas luzes apagadas. Os outros navios não tiveram tanta sorte, o Île de France chegou ao porto de Nova Iorque no dia 9 de setembro, e enquanto estava atravessando o Oceano Atlântico, 16 navios foram afundados por torpedos, minas ou tiros.
Após o Île de France ser ancorado em Nova York, sua carreira como navio de passageiros foi temporariamente encerrado. Após os franceses se recusarem a voltar à sua terra natal, foi rebocado para Staten Island por dez rebocadores. Sua tripulação de 800 pessoas foi reduzido para uma equipe de 100 seguranças enquanto não esteve em operação nos próximos cinco meses. Em seguida, em março de 1940, comandado pelo almirantado britânico ao qual tinha emprestado, o navio estava carregando 12 000 toneladas de material de guerra, submarinos, tanques de óleo, conchas e vários bombardeiros que foram montadas no convés. Em 1 de maio de 1940 partiu para a Europa velado de cinza e preto. De lá viajou para Singapura, onde após a queda da França foi oficialmente apreendido pelos britânicos. Em 1941 retornou a Nova Iorque e fez travessias como um navio de tropas.
Em outubro de 1942 o Île de France foi flagrado fora do Porto de Elizabeth, pelas aeronaves da Força Aérea Sul-Africano, enquanto na cidade foi convertido em um navio de tropas.

## Carreira pós-guerra e desmantelamento

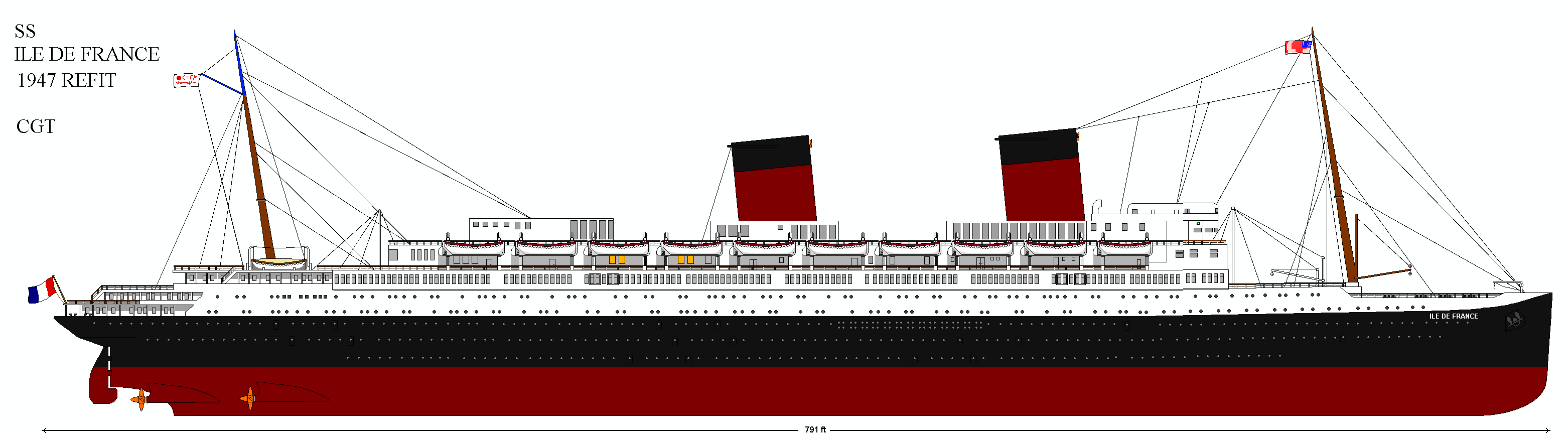
Planta do lle de France após sua reconstrução.

No outono de 1945, o Île de France foi devolvido à Transat, depois de cinco anos de serviço militar com o Almirantado Britânico. No início, o Île de France foi usado para transportar tropas americanas e canadenses. Em seguida, em abril de 1947, o navio voltou ao estaleiro para a restauração de dois anos. O resultado incluiu a remoção de sua terceira "chaminé" e uma recuperação do casco.
Viajou para Nova York em sua primeira travessia de luxo pós-guerra em julho de 1949. O Île de France provou ser tão popular quanto antes da Guerra. Em 1950 recebeu seu companheiro de estaleiro, o SS Liberté.
Em julho de 1956, o lle de France teve um papel importante no resgate após uma colisão entre dois navios de passageiros SS Andrea Doria e MS Stockholm perto de Nantucket. Dos 1.706 passageiros e tripulantes do Andrea Doria, cerca de 750 foram transferidos para o Île de France durante o resgate de aproximadamente seis horas.
Com o desenvolvimento dos jatos de transporte e o declínio das viagens marítimas, a Transat desejava se desfazer do navio aos poucos. Em 1959 o navio foi vendido a um disjuntor japonês e partiu de Le Havre no dia 16 de fevereiro.
Antes de ser demolido, o Île de France foi usado como um suporte flutuante para o desastre do filme The Last Voyage de 1960 com o nome de'SS Claridon. Durante as filmagens, o navio foi afundado parcialmente, dispositivos explosivos foram detonados no interior. A CGT processou os produtores e proibiu o uso do nome Île de France de aparecer no filme.